# روجيه كوتيه
روجيه كوتيه هو لاعب هوكي جليد كندي، ولد في 22 ديسمبر 1939 في بيل تير في كندا.

## وصلات خارجية
- روجيه كوتيه على موقع EliteProspects.com (الإنجليزية)
- روجيه كوتيه على موقع HockeyDB.com (الإنجليزية)
- روجيه كوتيه على موقع Hockey-Reference.com (الإنجليزية)